# Klášter Hailes
Klášter Hailes býval cisterciáckým opatstvím vzdáleném 3 km od Winchcombe v anglickém Gloucestershire.

## Historie kláštera
Zakladatelem byl Richard Cornwallský, mladší bratr anglického krále Jindřicha III., budoucí římský král. K založení došlo roku 1245 či 1246 a mateřský konvent byl povolán z kláštera Beaulieu z hrabství Hampshire na jižním pobřeží Anglie. Fundátorův syn, Edmund z Cornwallu, věnoval mnichům ampulku se svatou krví, zakoupenou roku 1270 v Německu, a opatství se díky cenné relikvii stalo oblíbeným poutním místem.
Klášterní kostel posloužil jako místo posledního odpočinku zakladateli i jeho rodině. Byla tam pohřbena jeho druhá manželka Sancha a synové Jindřich a Edmund.
Roku 1539 byl klášter výnosem Jindřicha VIII. zrušen a zachovaly se pouze působivé ruiny.